# Ногу
Но́гу (эст. Nogu), ранее также Но́ггу, до 1997 года также Но́го (эст. Nogo) — деревня в волости Рыуге уезда Вырумаа, Эстония.

## География и описание
Деревня расположена в 17 километрах к югу от уездного центра — города Выру — и в 3 километрах к востоку от волостного центра — посёлка Рыуге. Высота над уровнем моря — 164 метра.
Площадь деревни составляет 221 гектар, она находится на территории природного парка Хаанья, недалеко от живописной соловьиной долины Рыуге.
Климат умеренный. Официальный язык — эстонский. Почтовый индекс — 66263.

## Население
По данным переписи населения 2021 года, в Ногу насчитывалось 27 жителей, все — эстонцы.
По данным переписи населения 2011 года, в деревне насчитывалось 18 жителей, все — эстонцы.
В 2007 году в деревне проживали 38 человек, из них 15 мужчин и 23 женщины, в том числе 7 пенсионеров и 6 детей дошкольного возраста. Круглогодично здесь жили 8 семей. Сельскохозяйственной деятельностью занимались 6 хозяйств, 2 дома использовались в качестве летней дачи, в стадии восстановления были 3 хозяйства и 1 жилой дом стоял пустым.
Численность населения деревни Ногу по данным переписей населения СССР и  Департамента статистики:
| Год  | 1959 | 1970 | 1979  | 1989 | 2007 | 2011 | 2017 | 2018 | 2019 | 2020 | 2021 |
| ---- | ---- | ---- | ----- | ---- | ---- | ---- | ---- | ---- | ---- | ---- | ---- |
| Чел. | 32   | ↘ 25 | ↗ 121 | ↘ 93 | ↘ 38 | ↘ 18 | ↗ 38 | 38   | ↘ 35 | ↗ 36 | ↘ 27 |

## История
В письменных источниках 1588 года упоминается Nogow, 1627 года — житель Noggo Jakoss, 1630 года — Naha Jack, 1638 года — Noha Jaek, 1684 года — Någge, 1765 года — Dorf Noggo (деревня).
На военно-топографических картах Российской империи (1846–1863 годы), в состав которой входила Лифляндская губерния, населённый пункт обозначен как Ногго.
Согласно историческому административному делению деревня входила в состав прихода Вагатавалве уезда Уганди.
В советское время в деревне работал карьер по добыче щебня, который пришлось закрыть из-за поступления в него подземных вод. В настоящее время в деревне работает другой карьер; в 2007 году он занимал площадь около 130 гектаров.
В 1977—1997 годах в состав деревни Ногу официально входила деревня Кокы

## Инфраструктура
В Ногу есть телефонная и мобильная связь. Почтовые ящики жителей деревни находятся недалеко от их домов, куда почта доставляется 6 раз в неделю. Большинство хозяйств использует воду из скважинных колодцев. Все остальные услуги (образование, здравоохранение, торговое и бытовое обслуживание и пр.) жители Ногу получают в посёлке Рыуге. Через деревню проходит государственная дорога Рыуге—Кургъярве—Хаанья. В деревне есть спортивный мотоцентр (для мотоциклов, мотовездеходов и автомобилей) и тропа здоровья.

## Достопримечательности
Архитектурным наследием деревни являются крестьянские постройки конца 19-го века. Большинство нуждается в реновации. Интерес к строениям, особенно к баням, проявил Государственный центр охраны природы. Две деревенские бани войдут в составляемый в Эстонии сборник, рассказывающий о банной архитектуре и банной культуре.

## Происхождение топонима
Считается, что название деревни произошло от добавочного крестьянского имени: в 1561 году упоминается Янъ Нагаевъ.
Нынешнее название деревни было официально утверждено 16 апреля 1997 года, однако в памяти жителей деревни оно закрепилось как Ного, и этот топоним они хотели бы использовать и в дальнейшем.